# Edward G. Robinson Jr.
Pour les articles homonymes, voir Robinson.
Edward Goldenberg « Manny » Robinson Jr. — né le 19 mars 1933 à Los Angeles (Californie), ville où il est mort le 26 février 1974 — est un acteur américain, connu comme Edward G. Robinson Jr.

## Biographie
Fils de l'acteur Edward G. Robinson (1893-1973) et de l'actrice Gladys Lloyd (1895-1971), il apparaît occasionnellement au cinéma dans six films américains, depuis USA d'Alfred E. Green (1952, avec Gerald Mohr et Peggie Castle) jusqu'à Mince de planète de Norman Taurog (1960, avec Jerry Lewis et Joan Blackman). Entretemps, citons deux films avec Marilyn Monroe, Arrêt d'autobus de Joshua Logan (1956) et Certains l'aiment chaud de Billy Wilder (1959).
Pour la télévision américaine, il contribue à quinze séries de 1956 à 1970, dont Gunsmoke (un épisode, 1959) et Max la Menace (un épisode, 1969).
S'ajoutent deux téléfilms, le premier diffusé en 1969 ; le second — son ultime rôle à l'écran — est La Cité sous la mer d'Irwin Allen (1971, avec Stuart Whitman et Rosemary Forsyth).
Edward G. Robinson Jr. meurt prématurément à 40 ans d'une crise cardiaque, en 1974, à peine plus d'un an après son père. Il est enterré au Hollywood Forever Cemetery.

## Filmographie

### Cinéma (intégrale)
- 1952 : USA (Invasion, U.S.A.) d'Alfred E. Green : un annonceur radio
- 1956 : Arrêt d'autobus (Bus Stop) de Joshua Logan : un cow-boy
- 1956 : Screaming Eagles de Charles F. Haas : le soldat Smith
- 1958 : Tank Battalion de Sherman A. Rose : le caporal Corbett
- 1959 : Certains l'aiment chaud (Some Like It Hot) de Billy Wilder : Johnny Paradise
- 1960 : Mince de planète (Visit to a Small Planet) de Norman Taurog : Melnick

### Télévision

#### Séries
- 1959 : Gunsmoke ou Police des plaines (Gunsmoke ou Marshal Dillon), saison 4, épisode 39 Cheyennes de Ted Post : Brown
- 1959 : Zane Grey Theater, saison 3, épisode 25 Heritage de David Lowell Rich : Hunt
- 1960 : La Grande Caravane (Wagon Train), saison 4, épisode 4 The Allison Justis Story de Ted Post : un shérif-adjoint
- 1960 : Laramie, saison 2, épisode 12 Duel at Parkinson Town : un villageois
- 1969 : Max la Menace (Get Smart), saison 5, épisode 2 Le Retour du baron rouge (Ironhand) de Don Adams : Crawford
- 1969 : Les Règles du jeu (The Name of the Game), saison 2, épisode 13 Laurie Marie d'Harvey Hart : Carl Rodenski

#### Téléfilms
- 1969 : The Monk de George McCowan : Trapp
- 1971 : La Cité sous la mer (City Beneath the Sea) d'Irwin Allen : Dr Burkson